# Ponatshego Kedikilwe
Ponatshego Honorius Kefaeng Kedikilwe (Bechuanalandia, 7 de julio de 1938) es un político botsuano que ejerció como vicepresidente de Botsuana entre 2012 y 2014, durante la presidencia de Ian Khama. Ejerció también como Ministro de Minerales, Energía y Recursos Hídricos de Botsuana entre 2007 y 2012, y Ministro de Finanzas entre 1998 y 1999, durante la presidencia de Festus Mogae. Miembro del Partido Democrático de Botsuana (BDP), fuerza gobernante del país africano entre 1966 y 2024, Kedikilwe fue miembro de la Asamblea Nacional de Botsuana en representación de la circunscripción de Mmadinare entre 1984 y 2014.

## Biografía
Kedikilwe estudió en el Kikuyu College of Social Studies, Universidad de África Oriental, Nairobi (1963-1964); en la Universidad de Rochester, Nueva York (1964-1965); en la Universidad de Connecticut (1965-1968); y en la Maxwell School of Citizenship and Public Affairs, Universidad de Siracusa. Miembro del Partido Democrático de Botsuana desde su fundación, se postuló como candidato del BDP a miembro del Parlamento por la circunscripción de Mmadinare (un férreo bastión del partido en el Distrito Central) en las elecciones de 1984, imponiéndose con el 92,10% de los votos. Retuvo el escaño por márgenes abrumadores en las elecciones de 1989, 1994, 1999, 2004 y 2009. Ascendió rápidamente en las filas del BDP, llegando a ocupar la presidencia del partido.
En 1998, tras el ascenso de Festus Mogae a la presidencia, Kedikilwe asumió como Ministro de Finanzas (cartera que hasta entonces había ocupado el propio Mogae), posición que ocupó hasta después de las elecciones de 1999. Al año siguiente asumió el cargo de Ministro de Educación en 1999, cargo que renunció nuevamente un año después, en 2000. Durante este período, caracterizado por un creciente faccionalismo dentro del BDP, Kedikilwe lideró la facción Barata-Phathi («Los que aman al partido») junto al ex secretario general Daniel Kwelagobe. Ambos se enfrentaron al vicepresidente Ian Khama, hijo del fundador del partido Seretse Khama y visto como sucesor designado del presidente Mogae. El 22 de julio de 2003, durante el Congreso del BDP para renovar autoridades partidarias, Kedikilwe buscó la reelección como presidente y logró 219 votos, siendo derrotado por Khama, que obtuvo 512 votos. Se consideró que este resultado fue crucial para garantizar la sucesión de Mogae en manos de Khama. Kedikilwe permaneció en el gobierno y fue nombrado Ministro de Minerales, Energía y Recursos Hídricos de Botuana en 2007.
El 1 de agosto de 2012, Mompati Merafhe se retiró de la vicepresidencia por razones de salud y Kedikilwe fue designado por Khama para ocupar su lugar. Como uno de los pocos miembros de la facción Barata-Phathi que no había abandonado el BDP para unirse al recién establecido Movimiento por la Democracia de Botsuana en 2010 (tras el acuciamiento de las disputas internas y el creciente rechazo al liderazgo de Khama), el nombramiento de Kedikilwe como vicepresidente fue visto como un gesto conciliatorio por parte de Khama a los disidentes internos del partido de cara a las siguientes elecciones, que se perfilaban competitivas. Kedikilwe era quince años mayor que Khama y, debido a su edad avanzada, se consideró desde el principio que su designación era una decisión provisional hasta después de las elecciones, ya que se esperaba que su reemplazo asumiera como sucesor de Khama cuando este tuviera que retirarse cumpliendo el límite constitucional de mandato en 2018. Kedikilwe no se presentó a la reelección como parlamentario en las elecciones de 2014, en las que el BDP retuvo su mayoría a pesar de sufrir considerables pérdidas, y se retiró de la vicepresidencia a los pocos días. Fue sucedido como parlamentario en Mmadinare por Kefentse Mzwinila (que retuvo con facilidad la circunscripción para el BDP) y como vicepresidente por Mokgweetsi Masisi, quién efectivamente sucedería a Khama en la presidencia.
Tras dejar la vicepresidencia, Kedikilwe fue investido como vicerrector fundador de la Universidad Abierta de Botsuana (BOU), que anteriormente era el Colegio de Educación Abierta y a Distancia de Botsuana (BOCODOL), en 2018. También fue miembro de la junta directiva de Sefalana Holdings, a la que se unió en 2014, y luego se convirtió en presidente de la junta. Se retiró del cargo en 2020.